# Abén Humeya

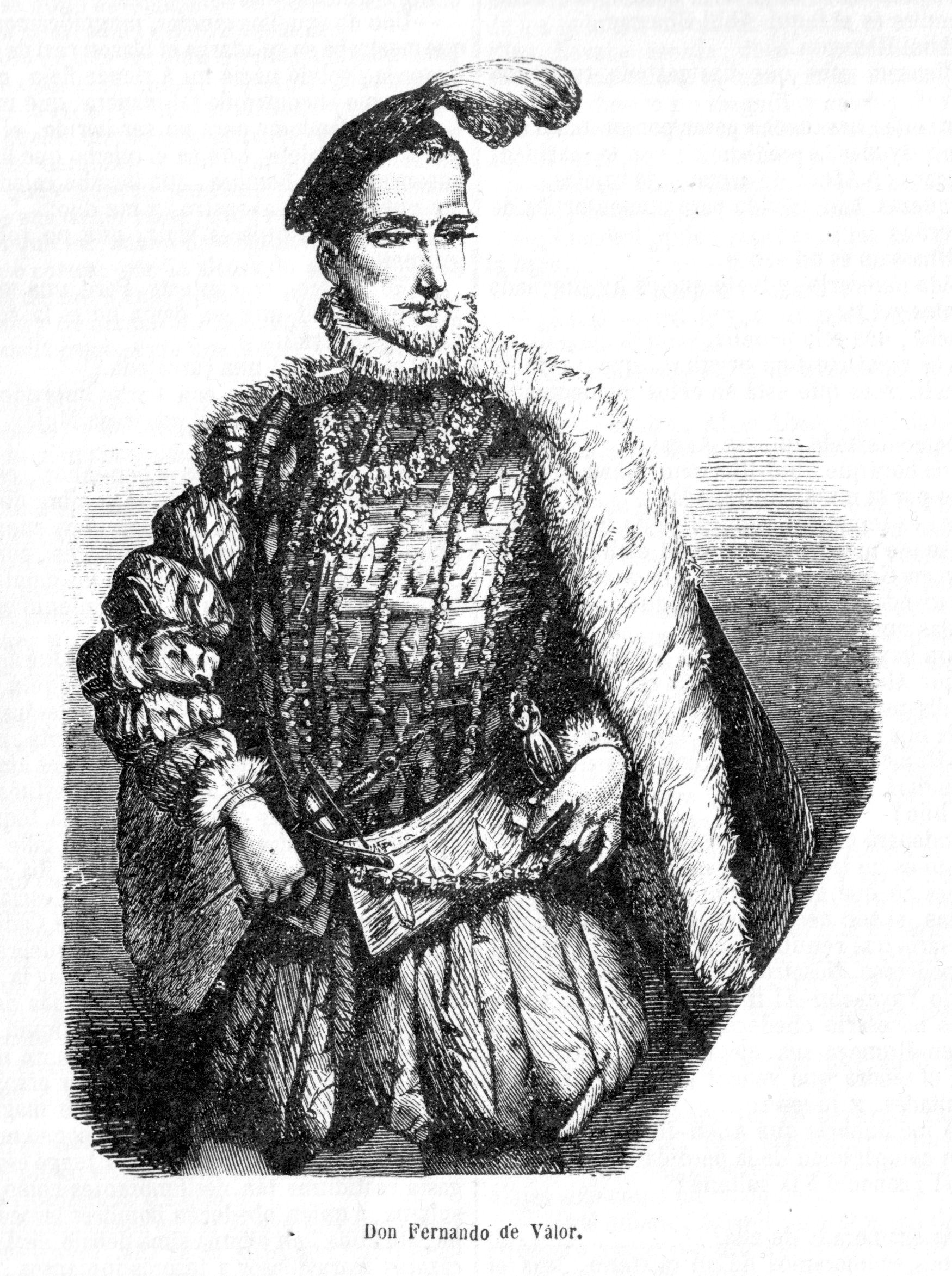
Abén Humeya
Darstellung aus dem Jahr 1859

Abén Humeya (arabisch محمد بن أمية Muhammad ibn Umayya, DMG Muḥammad b. Umaiya) (* 1520 in Válor; † 20. Oktober 1569 in Láujar de Andarax) war der letzte maurische König in den andalusischen Alpujarras zur Zeit des Moriskenaufstandes von 1568.

## Biografie
Abén Humeya entstammte einer angesehenen maurischen Familie, die ihre Abstammung auf die Umayyadendynastie von Córdoba zurückführte und in der Phase der Rückeroberung ehemals christlicher Gebiete reconquista zum Christentum zwangskonvertiert wurde. Daher trug er den christlichen Geburtsnamen Fernando de Córdoba y Válor. Er war Mitglied des Stadtrats von Granada.
Die Unterdrückung der Morisken führte in den Jahren 1568 bis 1571 zu einem letzten Moriskenaufstand im Gebiet der Alpujarras. Zu Weihnachten des Jahres 1568 erhoben sich die Kryptomuslime des früheren Emirats von Granada und ermordeten die christlichen Einwohner der Dörfer in den Alpujarras. Abén Humeya machte sich zu ihrem Anführer und wurde zum König proklamiert. Im Februar 1569 ließ er sich in einem Olivenhain bei Cádiar krönen. Er holte Türken, Korsaren und Barbaresken zur Unterstützung ins Land; er misstraute ihnen jedoch und unterstellte sie seinem Cousin Abén Aboo. Feinde machte er sich auch, weil er sich zusätzlich zu den vier Frauen, die er nach seiner Erhebung zum König geheiratet hatte, weitere Frauen nahm.
Im Oktober desselben Jahres fiel er in Láujar de Andarax, östlich von Ugíjar, einer Verschwörung zum Opfer. Sein Gegner Johann von Österreich ließ seinen Leichnam später nach Guadix überführen. Abén Aboo wurde sein Nachfolger als Anführer der Morisken; die Königswürde beanspruchte er jedoch nicht. Er wurde im Jahr 1571 von seinen eigenen Männern ermordet.

## Rezeption
- Der spanische Dramatiker Francisco Martínez de la Rosa (1787–1862) verfasste das historische Drama Aben Humeya ó La rebelion de los moriscos,[1][2] das im Jahr 1830 zunächst in Frankreich uraufgeführt wurde und 1836 seine spanische Erstaufführung erlebte.
- In Purchena (Provinz Almería) werden seit 1993 jährlich im August die Juegos Moriscos de Abén Humeya als touristisches Event veranstaltet, bei denen die Moriskenkämpfe als sportliche Wettkämpfe nachgespielt werden.[3][4][5]